# マレット指
マレット指（マレットゆび、英: Mallet finger）は、槌指（ついし、つちゆび）としても知られる最も遠位の指関節の伸筋腱の損傷である。その結果、指先を押さずに伸ばすことができなくなる。一般的に、最も遠位の指関節の裏側に痛みとあざがみられる。
マレット指は通常、指先が過度に曲げられることにより生じる。一般的に、伸ばした状態の指にボールがあたったときに発生する。これにより、腱が裂けたり腱が一部の骨を引き離し剥離骨折をおこす。診断は一般的に症状に基づき、X線によって確定される。
一般的な治療は、指先を8週間継続的にまっすぐに保つ副木で固定することである。真ん中の関節は固定せず動くかすことができる状態である。怪我から1週間以内に固定する必要がある。固定してる期間中に指が曲がっていると、完治するまでに時間がかかる。大きな骨片が剥がれている場合は、手術が推奨されることがある。適切な治療を行わないと、永久的に指が変形したままになる可能性がある。